# 251.ª Divisão de Infantaria (Alemanha)
A 251ª Divisão de Infantaria (em alemão:251. Infanterie-Division) foi uma unidade militar que serviu no Exército alemão durante a Segunda Guerra Mundial.

## Comandantes
| Comandante                                 | Data                                            |
| ------------------------------------------ | ----------------------------------------------- |
| Generalleutnant Hans Kratzert              | 1 de setembro de 1939 - 6 de agosto de 1941     |
| Generalleutnant Karl Burdach               | 6 de agosto de 1941 - 10 de março de 1943       |
| General der Artillerie Maximilian Felzmann | 10 de março de 1943 - 15 de novembro de 1943    |
| Reformada                                  |                                                 |
| Generalmajor Werner Heucke                 | 16 de outubro de 1944 - 28 de fevereiro de 1945 |

## Oficiais de operações
| Oberst Friedrich Krischer Edler von Wehregg | 1939-30 de novembro de 1939                   |
| Hauptmann Gundelach                         | 1940-?                                        |
| Major Hoeffner                              | 1940-?                                        |
| Major Wolf-Arnim Zabel                      | 1940-maio de 1941                             |
| Major Hans Meier-Welcker                    | 5 de maio de 1941-15 de dezembro de 1942      |
| Oberstleutnant Peter Knapp                  | 15 de dezembro de 1942-12 de novembro de 1943 |
| Oberstleutnant Werner Reerink               | 25 de agosto de 1944-10 de abril de 1945      |

## Área de operações
| Alemanha                       | setembro de 1939 - abril de 1940 |
| Bélgica                        | maio de 1940 - junho de 1941     |
| Frente Oriental, setor central | junho de 1941 - novembro de 1943 |
| Polônia                        | setembro de 1944 - março de 1945 |